# Ascogaster cuneiventris
Ascogaster cuneiventris är en stekelart som beskrevs av Vladimir Ivanovich Tobias 1986. Ascogaster cuneiventris ingår i släktet Ascogaster och familjen bracksteklar. Inga underarter finns listade.